# Hrádok (geomorfologický podcelek)
Hrádok je geomorfologický podcelek Revúcké vrchoviny. Nachází se v její východní části a nejvyšší vrch Magura dosahuje (883 m n. m.) Ve východní části leží geomorfologická část Štítnické podolie.

## polohopis

### Vymezení
Podcelek leží ve východní části Revúcké vrchoviny, mezi údolími řek Štítnik (včetně) a Muráň. Východním směrem pokračuje krajinný celek podcelky Turecká a Dobšinské predhorie, západním směrem navazuje Železnícké predhorie. Na severu sousedí Stolické vrchy s nejvyšší částí Stolica, jižním směrem leží Slovenský kras a jeho podcelky Jelšavský kras, Koniarská planina a Plešivská planina. V jihovýchodní části se území krátkým úsekem dotýká Rožňavské kotliny. 

## Vybrané vrchy
- Magura (883 m n. m.) - nejvyšší vrch podcelku
- Hrádok (809 m n. m.)
- Trojštít (672 m n. m.)

## Turismus
V této části pohoří je poměrně hustá síť turistických stezek, mnohé z nich směřují na rozcestí u horárni Hrádok. Velkým turistickým lákadlem je Ochtinská aragonitová jeskyně a na severním okraji ležící Slavošovský tunel . 

## Doprava
Západním okrajem vede údolím Muráně silnice II / 532 i železniční trať Plešivec - Muráň, směřující do Revúce. Z Jelšavy do Štítnika prochází jižní částí území silnice II / 526 a údolím říčky Štítnik vede silnice II / 587 i železniční trať Plešivec - Slavošovce.